# 13 Going on 30
13 Going on 30 (conocida como El sueño de mi vida en España y Si tuviera 30 en Hispanoamérica) es una película estadounidense de baja fantasía y comedia romántica de 2004, protagonizada por Jennifer Garner, Mark Ruffalo y Judy Greer.
La historia sigue a una adolescente de 13 años que sueña con ser popular tras leer un artículo de la revista Poise. Durante su fiesta de cumpleaños, es humillada por sus compañeros de clase y desea con todas sus fuerzas tener 30 años de edad. Poco después de desearlo, se despierta en el año 2004 (17 años después) y tiene 30 años de edad, sin saber cómo llegó ahí.
La película guarda algunas similitudes con la película Big (protagonizada por Tom Hanks en 1988). Ha recibido críticas generalmente positivas de los críticos, y muchos elogiaron la actuación de Garner y su ambiente nostálgico. Fue elogiada por su trama humorística y su mensaje de autoempoderamiento. 
La película también fue un éxito comercial, ganando $22 millones en su primera semana y recaudando más de $96 millones, convirtiéndose en uno de los títulos de alquiler de DVD más vendidos del año. Además, la banda sonora se ubicó dentro del top 50 en la lista Billboard 200 de EE. UU. La actuación de Garner le valió nominaciones tanto en los MTV Movie Awards como en los Teen Choice Awards.

## Argumento
En 1987, Jenna Rink (Christa B. Allen) es una adolescente un tanto egocéntrica y obsesionada con las apariencias, que vive con sus padres en una casa a las afueras de Nueva York. Jenna solo tiene un amigo: Matt Flamhaff (Sean Marquette), un chico que quiere a Jenna con locura pero al que ella parece querer solo como a un buen amigo. Lo que en realidad Jenna anhela a su edad, es que tanto el grupo más popular del instituto (Las Seis) como Chris Grandy (Alex Black) (el chico que le gusta) se fijen en ella. 
El día de su 13° cumpleaños, Jenna empieza a querer ser una persona de 30 años al ver un artículo en su revista favorita llamada Poise. El artículo se refería a lo bueno que es tener 30 años, ser exitosa en el trabajo y tener un cuerpo 10. En ese día, Jenna recibe un regalo muy especial por parte de Matt, la casa de sus sueños que hizo él con sus propias manos y esparce sobre la casa un polvo mágico para que se cumpla todo lo que su corazón anhele. Todo esto se tuerce cuando Las Seis y Chris (Alex Black), acuden a su fiesta de cumpleaños, mientras que Matt se ausenta para ir por un piano eléctrico para tocar una canción que había compuesto para Jenna. Mientras, los otros deciden gastarle una broma cruel dirigida por Tom-Tom (Alexandra Kyle), la líder de la pandilla. La broma consistía en hacer que Jenna se escondiese en el armario inducida por el deseo y la promesa de que Chris se metería con ella ahí (siete minutos en el Cielo). Mientras ella está en el armario, los demás se escabullen precisamente cuando Matt vuelve. Jenna está esperando dentro del armario, junto a la casa de los deseos, a que Chris entre; pero en lugar de él entra Matt, muy extrañado. Al darse cuenta de que todos se han marchado, Jenna se enfurece con Matt porque cree que él ha dicho algo que hiciese que los otros se marcharan, con lo cual Jenna se vuelve a meter en el armario y empieza a darse cabezazos contra una estantería con lo que el polvo mágico de la casa cae sobre ella mientras desea con todas sus fuerzas tener 30 años, ser coqueta y próspera.
A la mañana siguiente, Jenna se despierta 17 años después, en 2004 y su sueño se ha hecho realidad: se despierta hecha una mujer de 30 años (Jennifer Garner), bella y exitosa. En un momento se ve andando por un apartamento de la Quinta Avenida en Nueva York y se da cuenta de que tiene un novio famoso. También se da cuenta de que ahora es redactora en su revista favorita Poise, y que Lucy Wyman (Judy Greer) (que fue conocida en el instituto como Tom-Tom) es ahora su mejor amiga. Todo esto sucede cuando Jenna está muy confusa y sigue teniendo la mentalidad de 13 años. Lo que no le gusta nada es enterarse de que ha perdido contacto con su mejor amigo Matt, ya siendo un adulto (Mark Ruffalo), con lo que decide localizarle para que la ayude a averiguar lo que ha pasado, ya que ella no recuerda nada de su vida. Cuando logra contactar con él, Matt le dice que dejaron de ser amigos después de su 13 cumpleaños ya que una vez que decidió salir de dónde estaba metida, en el armario, Jenna le tiró a la cabeza la casa de los sueños y se juntó con Tom-Tom, Jenna no se toma muy bien eso y le pide que le cuente más cosas.
A medida que Jenna va asimilando su nueva vida, se da cuenta de qué tipo de persona había sido hasta el momento en el que se despertó en el apartamento. Se da cuenta de que era una persona muy egoísta que solo pensaba en subir, a la vez que traicionaba a la revista de sus sueños para irse a una de mayor éxito llamada Sparkle.
Con el tiempo se da cuenta de que ella y Matt vuelven a ser amigos, pero Matt ya tiene novia y se va a casar, aunque ambos empiezan a sentir sentimientos muy profundos el uno por el otro representado por un beso en el parque después de que la revista Poise contratara a Matt para que hiciera fotos para renovar la revista junto con las ideas de Jenna.
Mientras tanto, Lucy trabaja por su cuenta y en la elección no es elegida, lo que provoca en ella una reacción de celos, por lo que dice a Matt que Jenna había decidido tomar otra dirección y contratar al fotógrafo que hacía las fotos a su novio, jugador del equipo de hockey de Nueva York, con lo que Matt firma una autorización de cesión de fotografías para la revista Sparkle por lo que Lucy traiciona a Jenna tomando el puesto que le habían prometido.
Tras eso Jenna y Matt no se vuelven a ver hasta que ella se da cuenta de todo lo que ha pasado. Ese mismo día es en el que Matt se casa, por lo que Jenna decide ir a su casa en un último intento por conquistar el corazón de Matt, pero éste la rechaza alegando que él quiere a su actual novia y que no puede traicionarla, en cambio le da la casa de los deseos que Matt volvió a reconstruir tras el incidente en el cumpleaños de Jenna. Jenna se marcha llorando y se sienta en el porche de su casa. Mientras escucha la marcha nupcial de fondo, Jenna vuelve a desear con todas sus fuerzas volver a tener 13 años y para así poder enmendar sus errores.
La siguiente escena se sitúa en la fiesta de cumpleaños con Jenna metida en el armario (de nuevo en 1987) y con una nueva oportunidad de hacer todo bien, empezando por besar a Matt al salir de ahí, en vez de tirarle la casa de los deseos en la cabeza y termina deshaciendo ese futuro enemistándose con Lucy. 
Con el paso de los años, Jenna y Matt hacen la casa de los sueños que Matt le hizo a Jenna y viven en ella como una feliz pareja de recién casados satisfechos con la vida que ahora tienen por delante.

## Reparto
| Actor            | Personaje               |
| ---------------- | ----------------------- |
| Christa B. Allen | Joven Jenna Rink        |
| Jennifer Garner  | Jenna Rink              |
| Mark Ruffalo     | Matt Flamhaff           |
| Judy Greer       | Lucy Wyman / Tom-Tom    |
| Sean Marquette   | Joven Matt Flamhaff     |
| Alexandra Kyle   | Joven Lucy Wyman        |
| Andy Serkis      | Richard Kneeland        |
| Kathy Baker      | Bev Rink                |
| Phil Reeves.     | Wayne Rink              |
| Marcia DeBonis   | Marlene                 |
| Samuel Ball      | Alex Carlson            |
| Lynn Collins     | Wendy Flamhaff          |
| Jim Gaffigan     | Chris Grandi            |
| Alex Black       | Joven Chris Grandi      |
| Ian Barford      | Pete Hansen             |
| Renee Olstead    | Becky (vecina de Jenna) |
| Ashley Benson    | Una de Las Seis         |
| Brie Larson      | Una de Las Seis         |
| Brittany Curran  | Una de Las Seis         |

## Nominaciones
| Año  | Premio                 | Categoría | Nominado/a                                                                                           | Resultado |
| ---- | ---------------------- | --- | --- | --------- |
| 2004 | Teen Choice Awards     | Cine - Comedia Cine - Película para una cita Actor de cine - Comedia Actriz de cine - Comedia Cine - Para ruborizarse Cine - Mejor química Cine - Berrinche Cine - Beso Cine - Depravada | 13 going on 30 Mark Ruffalo Jennifer Garner y Mark Ruffalo Jennifer Garner y Mark Ruffalo Judy Greer | Nominados |
| 2005 | People's Choice Awards | Película de comedia favorita | 13 going on 30                                                                                       | Nominados |
| 2005 | MTV Movie Awards       | Mejor interpretación musical | "Thriller Dance".                                                                                    | Nominados |